# Courcelles-Chaussy
Courcelles-Chaussy là một xã trong tỉnh Moselle, vùng Grand Est đông bắc nước Pháp.